# 이기동 (희극인)
이기동(李起東, 1935년 6월 8일 ~ 1987년 4월 1일)은 대한민국의 희극 배우이다.

## 약력
1960년대 중반, 군장교로 전역한 이기동은 당시 최고의 코미디언이었던 구봉서를 찾아가 같이 활동할 수 있게끔 해달라고 부탁하였고, 이 때부터 공연무대에서 활동을 시작하였다. 1970년대 '땅딸이'라는 별명으로 이대성과 콤비를 이루며 최고의 인기를 구가하였다. 이기동은 1980년대 신군부의 연예인 정화운동의 여파로 TV 출연이 금지되자 사업을 벌여 기동산업을 세우고 기동사와 땅딸이 요쿠르트 등을 생산했다.사회에 물의을 일으킨 기업인이라는 이유로 삼청교육대에 끌려가기도 했으며 50대에 세상을 떠났다.

## 코미디
MBC의 '웃으면 복이와요'에서 눈알을 빙빙 돌리다 뒤로 자빠지는 연기나 경례할 때 손을 용수철 튀기듯 네다섯번 정도 위아래로 반동을 주는 연기로 인기를 끌었다. 미녀 코미디언 권귀옥과 함께 '땅딸이 이기동과 늘씬미녀 미스 권'으로 안방 극장을 주름잡았다. '저멀리 가고 싶구나' '닭다리 잡고 삐약삐약, 꿍따라 닥다  삐약삐약' '어디론가 멀리 가고 싶구나' '아 괴롭고 싶구나' '존간나세끼' '안녕이노모하시므레이까' 등의 유행어를 퍼뜨렸다.

## 사망
1987년 3월 28일에 새벽 밤업소 출연을 마치고 귀가하던 중 갑자기 쓰러져 병원에 입원했으나 회복하지 못하고 간경화와 당뇨 합병증으로 4월 1일에 사망했다. 향년 52세.

## 영화
- 마음 약해서
- 남자 가정부

## 가요
- 앨범 《망각》, 1974년

## 일화
- 개그맨 김미화는 이기동을 보며 개그맨의 꿈을 키웠다고 고백한 적이 있다.

## 삼청교육대 고문 후유증으로 사망설
1993년 8월 시사뉴스(구 시사정경)라는 잡지는 `삼청교육이 이기동이를 죽음으로 내몰았다'는 제하의 기사에서 동료 희극 배우 배삼룡의 증언을 인용해 `이기동이 1980년대 삼청교육대에서 고초를 겪은 후유증으로 50대 나이에 타계했다'고 전했다. 이 잡지에 따르면
이기동이 삼청교육대에 끌려간 표면적인 이유는 ‘사회에 물의를 일으킨 경제인’이라는 것이었다. 이기동과 배삼룡은 당시 인기를 끌었던 사와(요구르트의 일종)를 만들어 파는 기업을 운영했지만 두 사람 다 경영 부실로 부도를 낸 적이 있었기 때문이다. 하지만 배 씨는 "이는 쿠데타로 정권을 잡은 신군부들의 허울좋은 핑계였다"며 사실은 배삼룡, 이기동이 3김씨 중 김종필의 지지자였기 때문에 삼청교육대에 끌려갔다고 주장했다.  배삼룡은 이 잡지와 인터뷰에서 "이 씨는 교육수료 후 정신적인 굴욕감과 울분을 참지 못하고 매일을 술로 지새우며, 결국은 합병증으로 죽어갔다"고 주장했다.